# Schätze aus deutschen Museen
Schätze aus deutschen Museen ist eine Briefmarkenserie, die seit 2013 in der Bundesrepublik Deutschland erscheint. Sie schließt an die vorherigen Serien Deutsche Malerei des 20. Jahrhunderts (1992–1996, 2002–2004), Kulturstiftung der Länder (1999–2003) und Deutsche Malerei (2005–2013) an. Bisher erschienen jährlich zwei Ausgaben mit neuen Markenmotiven. Hierbei wurden neben Gemälden auch Skulpturen, Kunsthandwerk und archäologische Funde vorgestellt. Jedes Objekt stammte dabei aus einem anderen Museum.
Die Markenentwürfe dieser Serie gestalteten die Grafiker Stefan Klein und Olaf Neumann aus Iserlohn. Die von der Deutsche Post AG vertriebenen Briefmarken werden in der Regel in der Bundesdruckerei in Berlin gedruckt. Hiervon ausgenommen waren drei Motive: Trauernde Frauen von 2015 wurden von dem Unternehmen Giesecke & Devrient in der Wertpapierdruckerei Leipzig produziert, Heimsuchung von 2014 und Geburt Christi mit Anbetung der Hirten hat die Sicherheitsdruckerei Bagel Security-Print in Mönchengladbach gedruckt. Die Marken erschienen als mehrfarbiger Offsetdruck auf gestrichenen, weißen und fluoreszierenden Postwertzeichenpapier DP 2. Alle Motive wurden als nassklebende Sonderpostwertzeichen hergestellt, einige Motive wurden zusätzlich auf selbstklebendem Verbundmaterial angeboten. Die Marken weisen keinen einheitlichen Portowert auf.

## Liste der Ausgaben und Motive
Legende
- Bild: Eine bearbeitete Abbildung der genannten Marke. Das Verhältnis der Größe der Briefmarken zueinander ist in diesem Artikel annähernd maßstabsgerecht dargestellt. Sollten keine Marken abgebildet sein, liegt es daran, dass das Urheberrecht des Künstlers noch nicht erloschen ist.
- Beschreibung: Eine Kurzbeschreibung des Motivs und/oder des Ausgabegrundes. Bei ausgegebenen Serien oder Blocks werden die zusammengehörigen Beschreibungen mit einer Markierung versehen eingerückt.
- Wert: Der Frankaturwert der einzelnen Marke in der im Tabellenkopf genannten Währungseinheit. Ein „+“ bedeutet, dass es sich um eine Zuschlagsmarke handelt (= Frankaturwert + Spende).
- Ausgabedatum: Das Datum des erstmaligen Verkaufs dieser Briefmarke.
- Auflage: Soweit bekannt, wird hier die zum Verkauf angebotene Anzahl dieser Ausgabe angegeben.
- Entwurf: Soweit bekannt, wird hier angegeben, von wem der Entwurf dieser Marke stammt.
- Mi.-Nr.: Diese Briefmarke wird im Michel-Katalog unter der entsprechenden Nummer gelistet.

| Sondermarken | |                   |                  |             |                               |            |
| Bild         | Beschreibung Kunstwerk und Museum | Werte in Eurocent | Ausgabedatum     | Auflage     | Entwurf                       | Mi.-Nr.    |
|              | Königin Nofretete, Ägyptisches Museum Berlin | 58                | 2. Januar 2013   | 10.700.000  | Stefan Klein und Olaf Neumann | 2975       |
|              | Ischtar-Tor, Vorderasiatisches Museum Berlin | 145               | 2. Januar 2013   | 5.860.000   | Stefan Klein und Olaf Neumann | 2976       |
|              | Königin Nofretete, Ägyptisches Museum Berlin selbstklebend aus Rolle | 58                | 1. März 2013     | 307.800.000 | Stefan Klein und Olaf Neumann | 2994       |
|              | Ischtar-Tor, Vorderasiatisches Museum Berlin selbstklebend aus Rolle | 145               | 4. April 2013    | 120.060.000 | Stefan Klein und Olaf Neumann | 3002       |
|              | Erschaffung der Tiere, Gemälde von Meister Bertram, Hamburger Kunsthalle | 240               | 5. Juni 2014     | 5.600.000   | Stefan Klein und Olaf Neumann | 3085       |
|              | Heimsuchung, Gemälde von Rogier van der Weyden, Maximilian Speck von Sternburg Stiftung im Museum der bildenden Künste, Leipzig                                                    | 145               | 4. Dezember 2014 | 5.630.000   | Stefan Klein und Olaf Neumann | 3119       |
|              | Erschaffung der Tiere, Gemälde von Meister Bertram, Hamburger Kunsthalle selbstklebend aus Markenheftchen                                                                          | 240               | 11. Juni 2015    | 20.810.000  | Stefan Klein und Olaf Neumann | 3161 MH 99 |
|              | Trauernde Frauen, Skulptur von Tilman Riemenschneider, Landesmuseum Württemberg, Stuttgart                                                                                         | 62                | 1. Oktober 2015  | 4.191.000   | Stefan Klein und Olaf Neumann | 3180       |
|              | Geburt Christi mit Anbetung der Hirten, Gemälde von Martin Schongauer, Gemäldegalerie, Berlin                                                                                      | 145               | 2. November 2015 | 3.821.000   | Stefan Klein und Olaf Neumann | 3184       |
|              | Kaiser Karl V., Gemälde von Tizian, Alte Pinakothek, München | 70                | 7. April 2016    | 19.807.000  | Stefan Klein und Olaf Neumann | 3227       |
|              | Fregatte aus Elfenbein, Skulptur von Jakob Zeller, Grünes Gewölbe, Dresden | 145               | 7. April 2016    | 4.916.000   | Stefan Klein und Olaf Neumann | 3228       |
|              | Fregatte aus Elfenbein, Skulptur von Jakob Zeller, Grünes Gewölbe, Dresden selbstklebend aus Rolle                                                                                 | 145               | 2. Juni 2016     | 118.548.000 | Stefan Klein und Olaf Neumann | 3250       |
|              | Das Mädchen mit dem Weinglas, Gemälde von Jan Vermeer, Herzog Anton Ulrich-Museum, Braunschweig                                                                                    | 70                | 2. Januar 2017   | 5.413.000   | Stefan Klein und Olaf Neumann | 3274       |
|              | Pfefferfresser, Jungfernkranich und Haubenkranich in einer Landschaft, Gemälde von Jean-Baptiste Oudry, Staatliches Museum Schwerin im Schloss Ludwigslust                         | 70                | 2. Januar 2017   | 5.413.000   | Stefan Klein und Olaf Neumann | 3275       |
|              | Das Mädchen mit dem Weinglas, Gemälde von Jan Vermeer, Herzog Anton Ulrich-Museum, Braunschweig selbstklebend aus Rolle                                                            | 70                | 2. Januar 2017   | 267.609.000 | Stefan Klein und Olaf Neumann | 3280       |
|              | Pfefferfresser, Jungfernkranich und Haubenkranich in einer Landschaft, Gemälde von Jean-Baptiste Oudry, Staatliches Museum Schwerin im Schloss Ludwigslust selbstklebend aus Rolle | 70                | 2. Januar 2017   | 267.609.000 | Stefan Klein und Olaf Neumann | 3281       |
|              | Goethe in der Campagna, Gemälde von Johann Heinrich Wilhelm Tischbein, Städelsches Kunstinstitut, Frankfurt am Main                                                                | 145               | 7. Juni 2018     | 5.203.000   | Stefan Klein und Olaf Neumann | 3393       |
|              | Goethe in der Campagna, Gemälde von Johann Heinrich Wilhelm Tischbein, Städelsches Kunstinstitut, Frankfurt am Main selbstklebend aus Rolle                                        | 145               | 7. Juni 2018     | 88.431.400  | Stefan Klein und Olaf Neumann | 3397       |
|              | Prinzessinnengruppe, Skulptur von Johann Gottfried Schadow, Nationalgalerie, Berlin                                                                                                | 85                | 11. Oktober 2018 | 3.216.500   | Stefan Klein und Olaf Neumann | 3416       |
|              | Der einsame Baum, Gemälde von Caspar David Friedrich, Nationalgalerie, Berlin | 145               | 2. Januar 2019   | 3.380.400   | Stefan Klein und Olaf Neumann | 3433       |
|              | Mohnfeld, Gemälde von Vincent van Gogh, Kunsthalle Bremen | 155               | 2. Januar 2020   | 3.663.100   | Stefan Klein und Olaf Neumann | 3512       |
|              | Mohnfeld, Gemälde von Vincent van Gogh, Kunsthalle Bremen selbstklebend aus Rolle                                                                                                  | 155               | 2. Januar 2020   | ?.???.000   | Stefan Klein und Olaf Neumann | 3519       |